# 수영 자유형 50m 대한민국 기록 추이
수영 자유형 50m 대한민국 기록 추이는 다음과 같다.

## 남자
| #  | 기록    | 차이       | 선수          | 소속                  | 날짜         | 대회명                                            | 개최지                | 경기장                          | 주석 및 기타          | 동영상 |
| 1  | 26초 23 | = 0.0      | 양성진        | 상무                  | 1987. 04. 18 | 제42회 전국 수영 대회                             | 대한민국춘천          | 춘천실내수영장                  | 기준 기록             |        |
| 2  | 24초 64 | - 0.59초   | 이훈철        |                       | 1987. 06. 19 | 제7회 아산기 수영 대회                            | 대한민국 온양         | 온양실내수영장                  | [ 2 ]                 |        |
| 3  | 24초 42 | - 0.22초   | 이윤안        | 경남체고              | 1989. 10. 06 | 제3회 아시아 에이지 그룹 수영 선수권 대회         | 일본 삿포로           |                                 | [ 3 ]                 |        |
| 4  | 24초 36 | - 0.06초   | 이윤안        | 경남체고              | 1989. 10. 06 | 제3회 아시아 에이지 그룹 수영 선수권 대회         | 일본 삿포로           |                                 | 결선. D그룹 1위       |        |
| 5  | 24초 30 | - 0.06초   | 강기택        | 한국체대              | 1993. 03. 28 | 제1회 동아시아 대회 파견 대표 선발전\             | 대한민국 서울         | 태릉 실내 수영장                | [ 5 ]                 |        |
| 6  | 24초 17 | - 0.13초** | 김동현        | 강원체고              | 1993. 05. 14 | 제1회 동아시아 경기 대회                          | 중화인민공화국 상하이 |                                 | 5위.                  |        |
| 7  | 24초 10 | - 0.07초   | 고윤호        | 강원체고              | 1996. 08. 23 | 제10회 아시아 태평양 에이지 그룹 수영 선수권 대회 | 대한민국 부산         | 사직 실내 수영장                | 1그룹 2위.            |        |
| 8  | 23초 85 | - 0.25초   | 김민석        | 동아대                | 1998. 05. 01 | 제53회 회장배 전국 수영 대회 (예선)               | 대한민국 부산         | 사직 실내 수영장                | [ 7 ]                 |        |
| 9  | 23초 55 | - 0.30초   | 김민석        | 동아대                | 1998. 12. 11 | 제13회 아시안 게임                                | 태국 방콕             |                                 | 예선. 3위로 결선 진출 |        |
| 10 | 23초 54 | - 0.01초   | 김민석        | 동아대                | 1998. 12. 12 | 제13회 아시안 게임                                | 태국 방콕             |                                 | 결선 5위              |        |
| 11 | 23초 28 | - 0.26초   | 김민석        | 동아대                | 2000. 02. 19 | 수영대표선발전                                    | 대한민국 대전         | 대전 수영장                     |                       |        |
| 12 | 22초 99 | - 0.29초   | 김민석        | 동아대                | 2000. 04. 02 | 제6회 아시아 수영 선수권 대회                     | 대한민국 부산         | 사직 실내 수영장                |                       |        |
| 13 | 22초 82 | - 0.17초   | 김민석        | 동아대                | 2000. 09. 21 | 제27회 하계 올림픽                                | 오스트레일리아 시드니 | 시드니 국제 수영 센터           | 예선 17위             |        |
| 14 | 22초 75 | - 0.07초   | 김민석        | 동아대                | 2000. 10. 14 | 제81회 전국 체육 대회                             | 대한민국 부산         | 사직 실내 수영장                |                       |        |
| 15 | 22초 55 | - 0.20초   | 김민석        | 한진중공업            | 2002. 03. 20 | 제2회 아레나 코리아오픈 국제대회                  | 대한민국 제주         | 제주 실내 수영장                |                       |        |
| 16 | 22초 52 | - 0.03초   | 양정두 박민규 | 전남수영연맹 고양시청 | 2012. 10. 15 | 제93회 전국 체육 대회                             | 대한민국 대구         | 두류 수영장                     | 일반부 결선 공동 1위. |        |
| 17 | 21초 84 | - 0.68초   | 지유찬        | 대구시청              | 2023. 9. 25  | 2022 항저우 아시안게임                            | 중국 항저우           | 항저우 올림픽 스포츠센터 수영장 | 자유형 50M 예선 1위   |        |
| 18 | 21초 72 | - 0.12초   | 지유찬        | 대구시청              | 2023. 9. 25  | 2022 항저우 아시안게임                            | 중국 항저우           | 항저우 올림픽 스포츠센터 수영장 | 자유형 50M 결선 1위   |        |

## 여자
| # | 기록    | 차이     | 선수   | 소속             | 날짜         | 대회명                                            | 개최지                | 경기장                | 주석 및 기타                                  | 동영상 |
| 1 | 28초 51 | = 0.0    | 주석순 | 강원북원여중     | 1987. 04. 18 | 제42회 전국 수영 대회                             | 대한민국 춘천         | 춘천실내수영장        | 기준 기록                                     |        |
| 1 | 28초 44 | - 0.07초 | 주석순 | 강원북원여중     | 1987. 05. 22 | 제16회 전국 소년 체육 대회                        | 대한민국 포항         | 포항실내수영장        | [ 11 ]                                        |        |
|   | 28초 23 | - 0.21초 | 김진숙 | 이화여대         | 1987. 07. 14 | 제33회 서울시 남녀 초중고대학 및 일반별 수영 대회 | 대한민국 서울         | 동대문운동장 수영장   | [ 12 ]                                        |        |
|   | 28초 22 | - 0.01초 | 김진숙 | 이화여대         | 1987. 07. 20 | 제59회 동아 수영 대회                             | 대한민국 서울         | 동대문 운동장 수영장  | [ 13 ] [ 14 ]                                 |        |
|   | 27초 73 | - 0.49초 | 박주리 | 시즈오카싱아이고 | 1987. 09. 13 | 제6회 대통령기 쟁탈 전국 수영 대회                | 대한민국 대구         | 두류 수영장           | [ 15 ]                                        |        |
| * | 27초 18 | - 0.12초 | 이보은 | 사직여고         | 1994. 03. 11 | 제49회 전국 수영 대회                             | 대한민국 전주         | 실내수영장            | 예선. 종전 27.30(김진숙 86 아시안게임 선발전) |        |
|   | 27초 12 | - 0.06초 | 이보은 | 사직여고         | 1994. 03. 11 | 제49회 전국 수영 대회                             | 대한민국 전주         | 실내수영장            | 결선.                                         |        |
|   | 26초 76 | - 0.36초 | 이보은 | 사직여고         | 1994. 04. 12 | 제66회 동아 수영 대회                             | 대한민국 부산         | 사직 실내 수영장      | [ 18 ]                                        |        |
|   | 26초 66 | - 0.10초 | 이보은 | 경성대           | 1996. 10. 12 | 제77회 전국 체육 대회                             | 대한민국 춘천시       | 춘천종합운동장 수영장 | 일반부 예선                                   |        |
|   | 26초 53 | - 0.13초 | 이보은 | 경성대           | 1996. 10. 12 | 제77회 전국 체육 대회                             | 대한민국 춘천시       | 춘천종합운동장 수영장 | 일반부 결선                                   |        |
|   | 26초 41 | - 0.12초 | 조희연 | 대청중           | 1998. 04. 29 | 제53회 회장배 전국 수영 대회                      | 대한민국 부산         | 사직 실내 수영장      | 여중부 계영 200m 1번 영자.                    |        |
|   | 26초 39 | - 0.02초 | 장희진 | 서일중학교       | 2000. 04. 25 | 제72회 동아 수영 대회                             | 대한민국 인천         | 인천 시립 실내 수영장 |                                               |        |
|   | 26초 27 | - 0.12초 | 장희진 | 서일중학교       | 2000. 05. 30 | 제29회 전국 소년 체육 대회                        | 대한민국 인천         | 인천 시립 실내 수영장 | 여중부 결선.                                  |        |
| - | 25초 78 | - 0.49초 | 선소은 | 초연중           | 2002. 10. 04 | 제14회 아시안 게임                                | 대한민국 부산         | 사직 실내 수영장      | 예선                                          |        |
|   | 25초 63 | - 0.15초 | 선소은 | 초연중           | 2002. 10. 04 | 제14회 아시안 게임                                | 대한민국 부산         | 사직 실내 수영장      | 결선 2위                                      |        |
|   | 25초 59 | - 0.04초 | 장희진 | 서울수영연맹     | 2008. 08. 15 | 제29회 하계 올링픽                                | 중화인민공화국 베이징 | 베이징 국가 수영 센터 | 31위. 예선 탈락                               |        |
|   | 25초 44 | - 0.15초 | 류윤지 | 대전체육회       | 2008. 10. 12 | 제89회 전국 체육 대회                             | 대한민국 목포         | 목포 실내 수영장      | [ 19 ]                                        |        |
|   | 25초 27 | - 0.17초 | 장희진 | 경북도청         | 2009. 06. 26 | 제28회 대통령배 전국 수영 대회                    | 대한민국 전주         | 완산 수영장           |                                               |        |

## 같이 보기
- 수영 자유형 50m 세계 기록 추이
- 수영 대한민국 기록